# Kharkiv rajon
Kharkiv rajon (ukrainsk: Харківський район, tr. Kharkivskij rajon) er en af 7 rajoner i Kharkiv oblast i Ukraine, hvor Kharkiv rajon er beliggende mellem Bohodukhiv rajon mod vest, Krasnohrad rajon mod syd, Tjuhuiv rajon mod øst, og med grænse til Rusland mod nord.
Før 2020 var Ukraines næststørste by Kharkiv med dens status som "by af regional betydning" ikke en del af den tidligere Kharkiv rajon, selvom rajonens forvaltningssæde dengang som nu befandt sig i Kharkiv.
Ved Ukraines administrative reform i juli 2020
løftedes både byerne Kharkiv og Ljubotyn og territorier fra et par yderligere rajoner ind i den nye Kharkiv rajon, der nu har et befolkningstal på 1.762.800 